# 谷中広美
谷中 広美（やなか ひろみ、1905年〈明治38年〉  - 1987年〈昭和62年〉10月20日）は、戦前に日本ホーリネス教会、きよめ教会の牧師として活躍。戦後は、基督聖協団の重鎮になる。

## 生涯

### 日本ホーリネス教会牧師

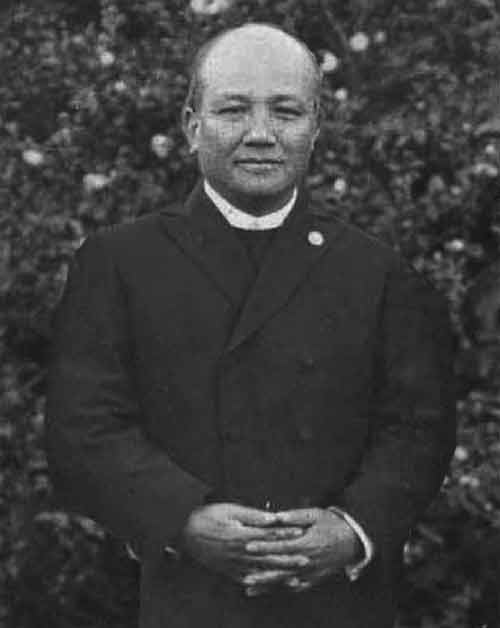
中田重治監督

柏木聖書学院を卒業し、日本ホーリネス教会の教職になり、監督局で中田監督の秘書を務める。1933年(昭和8年)に中田重治監督の神学上の問題で、ホーリネス教会内部で分裂事件が発生する。谷中は中田重治監督側につく。

### きよめ教会
1936年(昭和11年)のホーリネス和協分離の後に発足した中田監督派のきよめ教会に、義父森五郎と共に所属する。
1938年6月には中田重治監督の健康悪化のため、中田終身監督の監督業務の代行のために、きよめ教会では代行委員が設置された。中田あやめ監督夫人、斎藤源八、斎藤保太郎、森五郎、田中敬止が代行委員に選出された。
9月17日　中田の死が間近に迫っているので、中田の自宅に谷中、森五郎、大江捨一、保坂一ら7人が集まり話し合った。話し合いの結果、中田の死後、森五郎が会長になりきよめ寮に住み、聖書学院と柏木教会の責任も森が取ることが、中田の指示によって決められた。

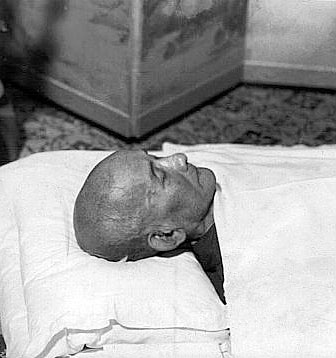
中田重治死去、1939年9月24日

中田家のことは、保坂一と谷中広美・さかえ夫妻に任された。女子寮舎監竹内かつと谷中夫妻は、聖書学院の近くの成子坂に家を借りてきよめ教会と称して牧会をすることになる。
7月末に、中田あやめ夫人の容態が急変し病床に就くことになり、子宮癌の兆候が現れた。そして、8月に入ると、中田重治監督も下痢が続き、身体の衰えを自覚した。9月に入りあやめが危篤になり、中田も重態だったので、谷中さかえが側近にあって世話をした。
妻あやめが亡くなった10日後の1939年(昭和14年)9月24日6時50分、東京府東京市淀橋区柏木(現・東京都新宿区西新宿)の自宅で、腸結核により死去する。
9月28日に森五郎の司式により、聖学院大講堂で中田監督の葬儀が行われた。

### 検挙
1941年(昭和16年)6月に、日本基督教団が設立され、谷中たちのきよめ教会は第9部に所属する。1942年(昭和17年)6月にきよめ教会で早天祈祷会をしている時に、谷中広美は治安維持法違反で特別高等警察より検挙される、実刑判決を受ける。しかし、1945年(昭和20年)8月に終戦後に釈放される。

### 基督兄弟団

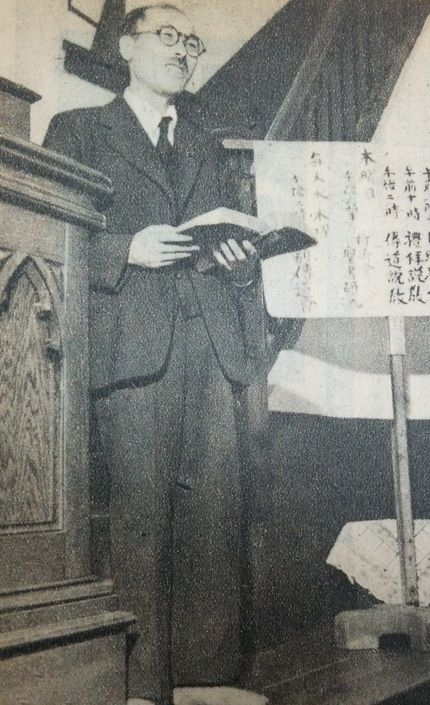
義父の森五郎

1945年(昭和20年)11月30日に、元きよめ教会の牧師森五郎、田中敬止、斎藤源八、中田羽後が教団の設立の案内を郵送する。翌年1946年1月～3日、新年聖会を開催して、「基督兄弟団」の設立が決められる。2月14日に谷中を夫妻を含め、10教会が参加する。宗教法人法令に従って、名称を「基督兄弟団」として届け、登記を行う。谷中は教団本部で会計係を担当する。
1947年5月に第1回総会が森五郎が初代の主管になる。
1947年(昭和22年)秋には、茨城県美野里町羽島(現、小美玉市)に羽島聖書学院を設立する。

### 基督聖協団
1958年(昭和33年)、森五郎、谷中廣美が基督兄弟団を離脱して基督聖協団を設立する。その後、谷中夫妻は、森五郎らと共に聖協団の礎を築く。

### 新改訳聖書刊行協力会
1961年、福音派のための新改訳聖書を翻訳・刊行するために新改訳聖書刊行協力会が組織され、福音的な諸団体が協力する。また基督聖教団からは代表として谷中廣美が参加する。基督兄弟団より田中敬止が代表として参加する。

### 晩年
1980年(昭和55年)11月の8回目のイスラエル旅行の際に、脳梗塞を発症する。1981年1月に帰国し、闘病生活を続け、1987年(昭和62年)10月20日に死去する。

### 死後
2007年(平成19年)2月9日、谷中さかえが95歳で死去する。